# 鄧德華
鄧德華（1973年7月7日—），加拿大政治人物，現任安大略省旺市市長，2020年-22年間任職安大略自由黨黨魁，2012年-18年間曾任安大略省議會旺市選區議員，期間曾在省長韋恩內閣中先後出任運輸廳長和經濟發展及增長廳長。

## 早年生活和事業
鄧德華生於安大略省怡陶碧谷（現多倫多市一部分），其意大利裔父親和蘇格蘭裔母親分別於1958年和1961年遷居加拿大。他14歲時隨家人遷居該省旺市，先後於多倫多大學和卡爾頓大學修讀政治學和加拿大歷史，後於約克大學奧斯古法學院修讀法律，2007年從該校畢業，其後卻沒有獲取安大略省執業律師資格。他曾於道爾頓·麥堅迪出任安大略官方反對黨黨魁時任職其助理，後則在安大略木匠聯會任職公共事務總監。
他與妻子育有兩名女兒，一家居於旺市的木橋鎮。

## 從政
原任安大略省議會旺市選區議員的索巴拉（Greg Sorbara）於2012年退休，觸發議席補選。鄧德華獲取安大略自由黨候選人資格，後於同年9月補選中贏取該議席，首度晉身省議會。他在該屆省議會中擔任財政廳長議會助理，以及法律政策和財政及經濟事務常務委員會成員。鄧德華於2014年6月省選中連任旺市選區省議員，同月末獲省長韋恩委入內閣任職運輸廳長。
省政府轄下的公共交通機構都市連通於2010年代中期計劃為GO運輸網絡增設10個新車站，但運輸廳於2016年公布項目時則加入另外兩個車站，分別為巴里通勤鐵路線上的科比站（Kirby）和智慧軌道項目（SmartTrack）的羅倫斯東站（Lawrence East），當中科比站位於鄧德華所屬選區。該兩站原本未獲都市連通建議興建，當中都市連通的分析報告指出科比站可能為巴里線的乘客量帶來負面影響，但該機構則於2016年6月改變初衷通過興建該兩站。安省審計總長於2018年發表的報告中批評鄧德華干擾都市連通決策，但他則表示都市連通原有的分析並未考慮當地的預計人口增長。
省長韋恩於2018年1月改組內閣，鄧德華調任經濟發展及增長廳長。當時民望低企的自由黨在同年6月7日舉行的省選中失利，只贏取七個議席並失去正式政黨地位，鄧德華在新成立的旺市—木橋選區競逐連任省議員亦告失敗。同年10月舉行的安省地方政府選舉中，約克區主席職位原計劃首次以民選產生，鄧德華亦於6月末宣布競逐該職位。然而新上任的進步保守黨省政府則於同年8月通過廢除該職位的選舉，繼續沿用原本的委任制。
韋恩於省選當晚宣佈辭去自由黨黨魁職務，而鄧德華則於2019年4月3日宣布競逐黨魁。在2020年3月7日舉行的自由黨黨魁選舉中，鄧德華在首輪投票以近59%得票率當選黨魁。他表示無意在2022年省選前競逐省議會議席，除非他所在的選區舉行議席補選。
2022年省選，鄧德華領導下的自由黨只進帳一席（京士頓選區），由7席變8席，自己亦在旺市木橋選區落選，因此大選當晚塵埃落定時鄧德華宣佈即將辭任自由黨黨領。他於同年8月宣布競逐旺市市長，在同年10月24日舉行的旺市市選中以輕微差距擊敗楊士渟（Sandra Yeung Racco）當選第5任旺市市長 ，同年11月15日宣誓就任。

## 對外連結
- （英文）安大略省議會網站 鄧德華議員簡介 （页面存档备份，存于）